# Oxyspora cernua
Oxyspora cernua är en tvåhjärtbladig växtart som först beskrevs av William Roxburgh, och fick sitt nu gällande namn av Joseph Dalton Hooker, Thomas Thomson och José Jéronimo Triana. Oxyspora cernua ingår i släktet Oxyspora och familjen Melastomataceae. Inga underarter finns listade i Catalogue of Life.